# (473126) 2015 JP3
(473126) 2015 JP3 es un asteroide perteneciente al cinturón de asteroides, descubierto el 18 de septiembre de 2011 por el equipo del Catalina Sky Survey desde el Catalina Sky Survey, Arizona, Estados Unidos.

## Designación y nombre
Designado provisionalmente como 2015 JP3.

## Características orbitales
2015 JP3 está situado a una distancia media del Sol de 3,191 ua, pudiendo alejarse hasta 3,463 ua y acercarse hasta 2,919 ua. Su excentricidad es 0,085 y la inclinación orbital 10,59 grados. Emplea 2082 días en completar una órbita alrededor del Sol.

## Características físicas
La magnitud absoluta de 2015 JP3 es 15,7.